# Ibej ha-Nachal
Ibej ha-Nachal (hebrejsky: איבי הנחל, anglicky:Ibei HaNahal) je izraelská osada na Západním břehu Jordánu v distriktu Judea a Samaří a v Oblastní radě Guš Ecion.
Nachází se v nadmořské výšce cca 800 metrů v Judsku, na rozhraní Judských hor a Judské pouště. Ibej ha-Nachal leží cca 10 kilometrů jihojihozápadně od města Betlém, cca 18 kilometrů jižně od historického jádra Jeruzalému a cca 67 kilometrů jihovýchodně od centra Tel Avivu. Osada Ibej ha-Nachal je na dopravní síť Západního břehu Jordánu napojena pomocí lokální silnice číslo 3698.
Ibej ha-Nachal je malou satelitní vesnicí, která vznikla cca 1 kilometr severozápadně od stávající izraelské osady Ma'ale Amos. Nachází se na východním okraji hustě zastavěné hornatiny v Judských horách. Dál k východu už následuje neosídlená pouštní krajina, která se pak prudce sklání k Mrtvému moři.

## Dějiny
Osada Ibej ha-Nachal vznikla v lednu 1999 jako satelitní čtvrť již existující osady Ma'ale Amos, za jejíž součást je nadále považována. Má ale fakticky samostatné zastoupení v Oblastní radě Guš Ecion. Podle vládní zprávy z doby okolo roku 2006 vznikla tato nová osada na pozemcích, které územní plán Ma'ale Amos výhledově řešil pro obytnou výstavbu. Zástavba sestávala z 26 mobilních karavanů a dalších provizorních staveb. Na místě přebývalo 12 rodin a 4 další jedinci. Podle zprávy organizace Šalom achšav z roku 2007 zde žilo 11 rodin a několik jednotlivců. Zástavbu tvořilo 25 karavanů a jeden zděný objekt. Izraelský stát přispěl na výstavbu inženýrských sítí v této osadě.
Počátkem 21. století nebyla osada Ibej ha-Nachal stejně jako téměř celá oblast východního bloku Guš Ecion pro její izolovanou polohu ve vnitrozemí Západního břehu Jordánu zahrnuta do bezpečnostní bariéry.

## Demografie
Obyvatelstvo obce Ibej ha-Nachal je složeno z ultraortodoxních Židů. Přesné údaje o počtu obyvatel neexistují, protože formálně je vesnice součástí osady Ma'ale Amos. Databáze Šalom achšav zde v roce 2007 uvádí  48 obyvatel.